# 永東大橋
永東大橋（韩语：／ Yeongdong Daegyo）是韩国首尔一条横跨汉江的桥梁。桥梁两端连接廣津區、城东区和江南区清潭洞、COEX商場，于1973年11月8日通车。大桥全长1065米。
37°31′47.80″N 127°3′25.40″E / 37.5299444°N 127.0570556°E